# L'Homme parle
L'Homme parle est un groupe de chanson française engagée, originaire de Nîmes, dans le Gard. Actif depuis 2001, il mêle plusieurs genres : chanson française traditionnelle, rap, slam et rock français.

## Biographie
La rencontre des membres initiaux s'est faite dans le cadre de l'association nîmoise DTF (Direkt Tribal Family), collectif de musique et de grapheurs, créée en 1998. L'Homme parle se crée à Nîmes en 2001, autour de Nicolas Llory, Dge, Yas et Joana. Pendant les premières années, le groupe existe surtout à travers les concerts publics donnés dans la région. Le groupe doit son plus grand succès au titre La crise, intégré au premier album sorti en 2009, Militants du quotidien. Référence à la crise des subprimes et à d'autres éléments de la vie politique française, le titre obtient une forte audience internet et est repris par de nombreux mouvements sociaux.
En 2010, L'Homme parle crée son propre label, Activist Music, puis en 2011 Rock U Publishing (éditeur), qui produisent également Sola (rap) et Yori (électro-rock). En 2015 et 2016, avec leur troisième album Obsolescence programmée, le groupe s'éloigne de la chanson française traditionnelle et s'oriente vers un style plus rock, « noir et tourmenté », mais sans renoncer à l'aspect militant des paroles, avec des textes « moins teintés d'humour, plus axés sur la violence du quotidien ».

## Engagements politiques et associatifs
Le groupe revendique les influences militantes de Thiéfaine, Noir Désir, Muse, Led Zeppelin, Lofofora et Léo Ferré, ainsi que des engagements politiques, humanitaires et écologiques.
En 2009 à la suite du succès de La Crise, les créateurs d'Europe Écologie se rapprochent du groupe. En avril 2009, un lip dub collectif sur la chanson intègre la campagne officielle de la liste pour les élections européennes, ce qui renforce encore la popularité du titre, et le meeting final au Zénith de Paris réunit Tryo et L'Homme parle. Un an plus tard, pour les élections régionales, c'est le titre Militant du quotidien qui devient le clip officiel de campagne d'Europe Écologie.
Le groupe revendique un message politique clairement de gauche, et se produit souvent sur les lieux de revendications ou de luttes sociales, comme le barrage de Sivens, la fête de l'Humanité, ou auprès de syndicats comme la CGT.

## Membres

### Membres actuels
- Nicolas Llory (Nico) — chant, guitare (depuis 2001)
- Dgé — chant (depuis 2001)
- Yas — chant (depuis 2001)
- Jazz — batterie (depuis 2008)
- Manon — chant (depuis 2013)
- Alain — guitare (depuis 2013)
- Greg — basse (depuis 2013)

### Anciens membres
- Joana — chant (2001—2013)
- Tony Mandell — chant (2004—2013)

## Discographie

### Albums
- 2002 : Premier maxi CD
- 2005 : Deuxième maxi CD

1. Musik
2. Ave Eva
3. L'être humain
4. Bouge ton bonda
5. People
6. + clip vidéo People

- 2009 : Militants du quotidien

1. Militant du quotidien
2. La quête du temps perdu
3. La crise
4. De l'autre côté de la mer
5. Quelle Terre on va laisser
6. Les Smicards du cœur
7. Parano
8. De quoi sera fait demain
9. Les peuples de l'ombre
10. Un rêve brisé en France
11. Top of the flop
12. Les mêmes valeurs
13. L'homme parle

- 2013 : En avant !

1. Intro
2. En avant !
3. A table
4. La vie de Bohème
5. Rêve de gosse
6. Fou
7. On ferme
8. Tant que le temps passe
9. Sur la route
10. Dans la marine
11. Quand ça marche au pas
12. La grande distribution
13. Assis à côté d'elle
14. Republik Circus

- 2015 : Obsolescence programmée

1. Le jour viendra
2. Ô ma culture
3. Mes jours sont aussi noirs que mes nuits
4. Télégénique
5. Vagabond
6. Les chanteurs de salon
7. Là où personne ne m'attendra
8. Exil 418
9. Ado maso
10. De nulle part
11. La poudre aux yeux
12. Obsolescence programmée
13. La fin

### Singles
- Vent de toi (2021)
- La route (2021)
- La vie de bohème (2022)

## Galerie

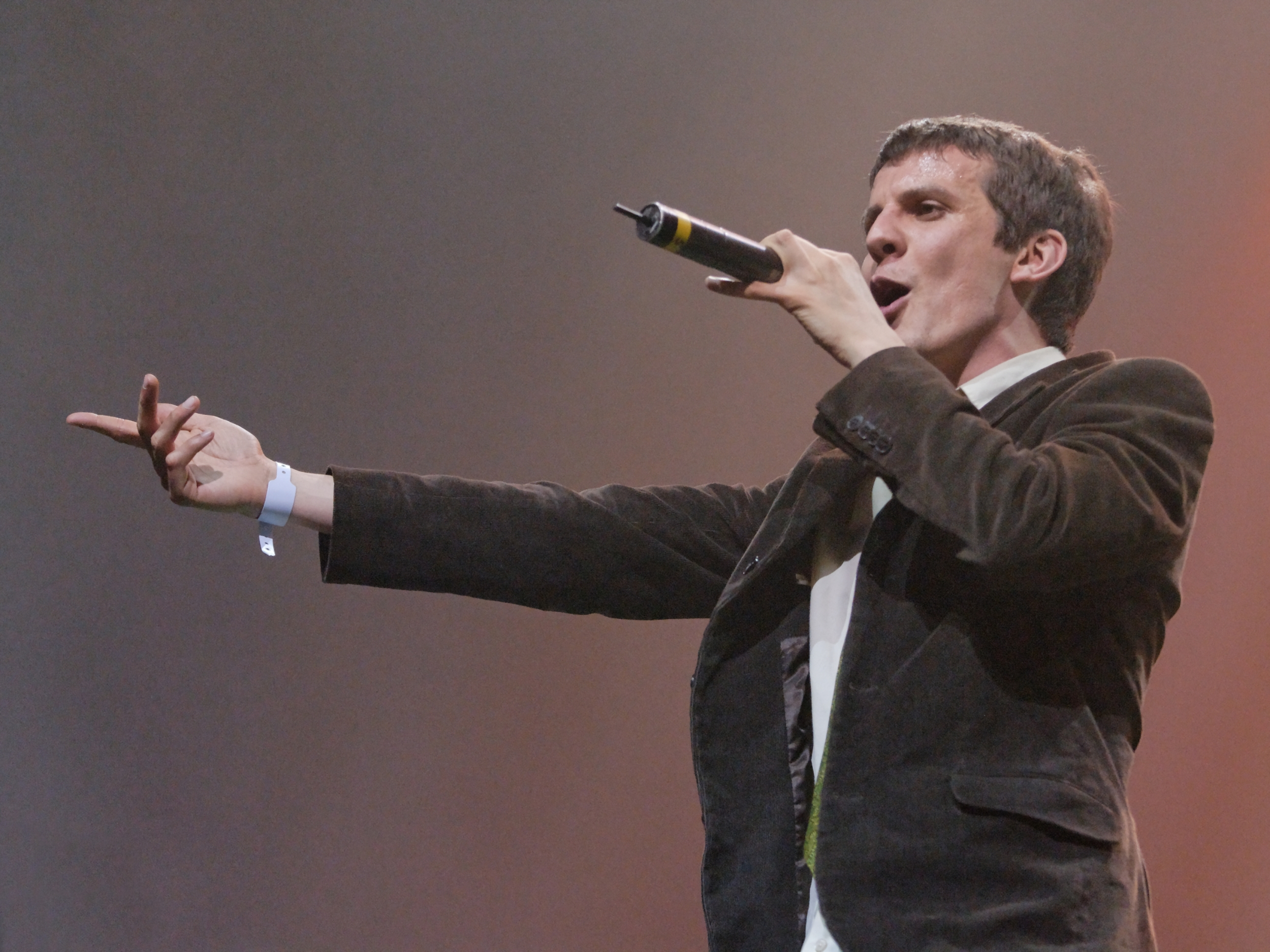
Nico.
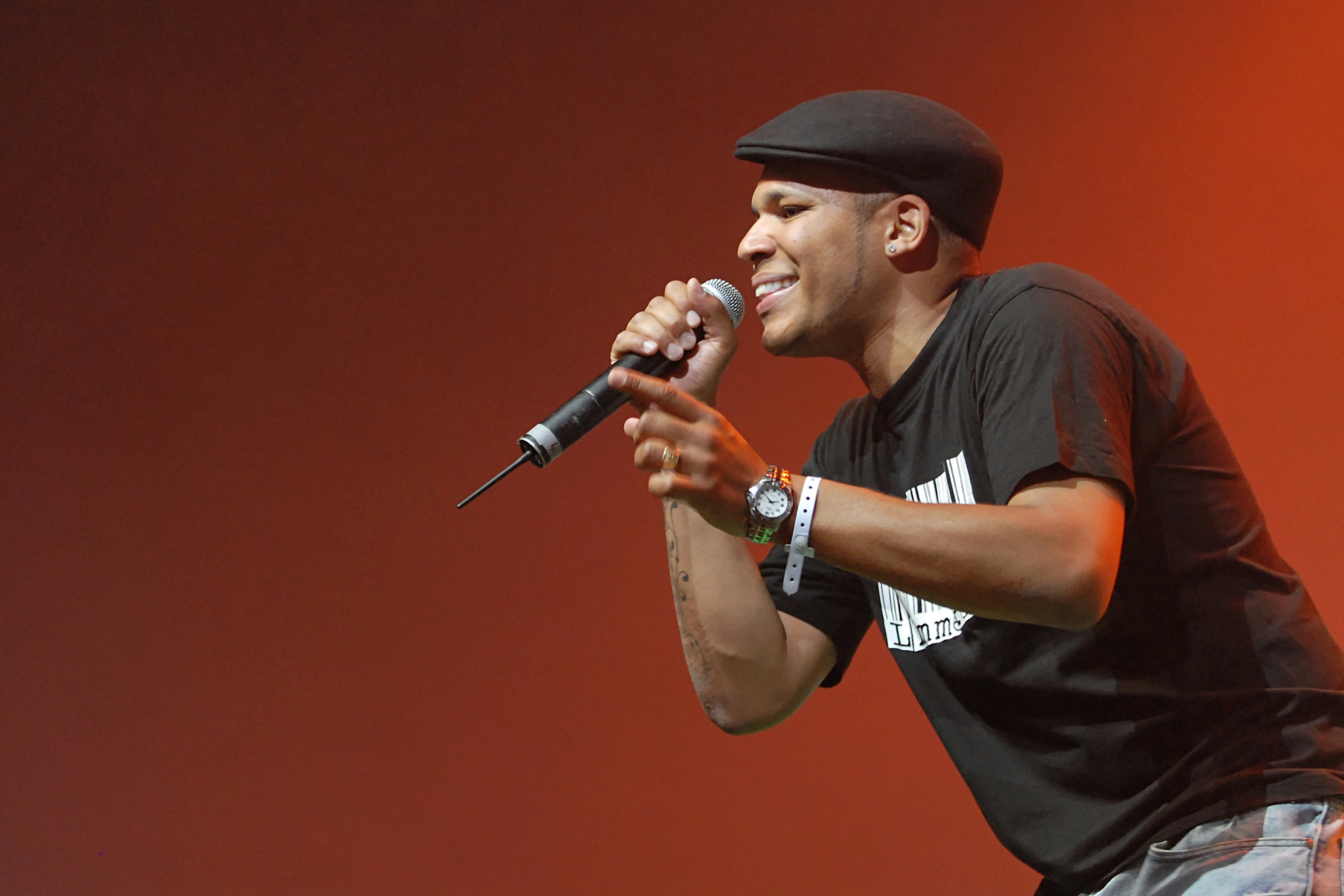
Tony.
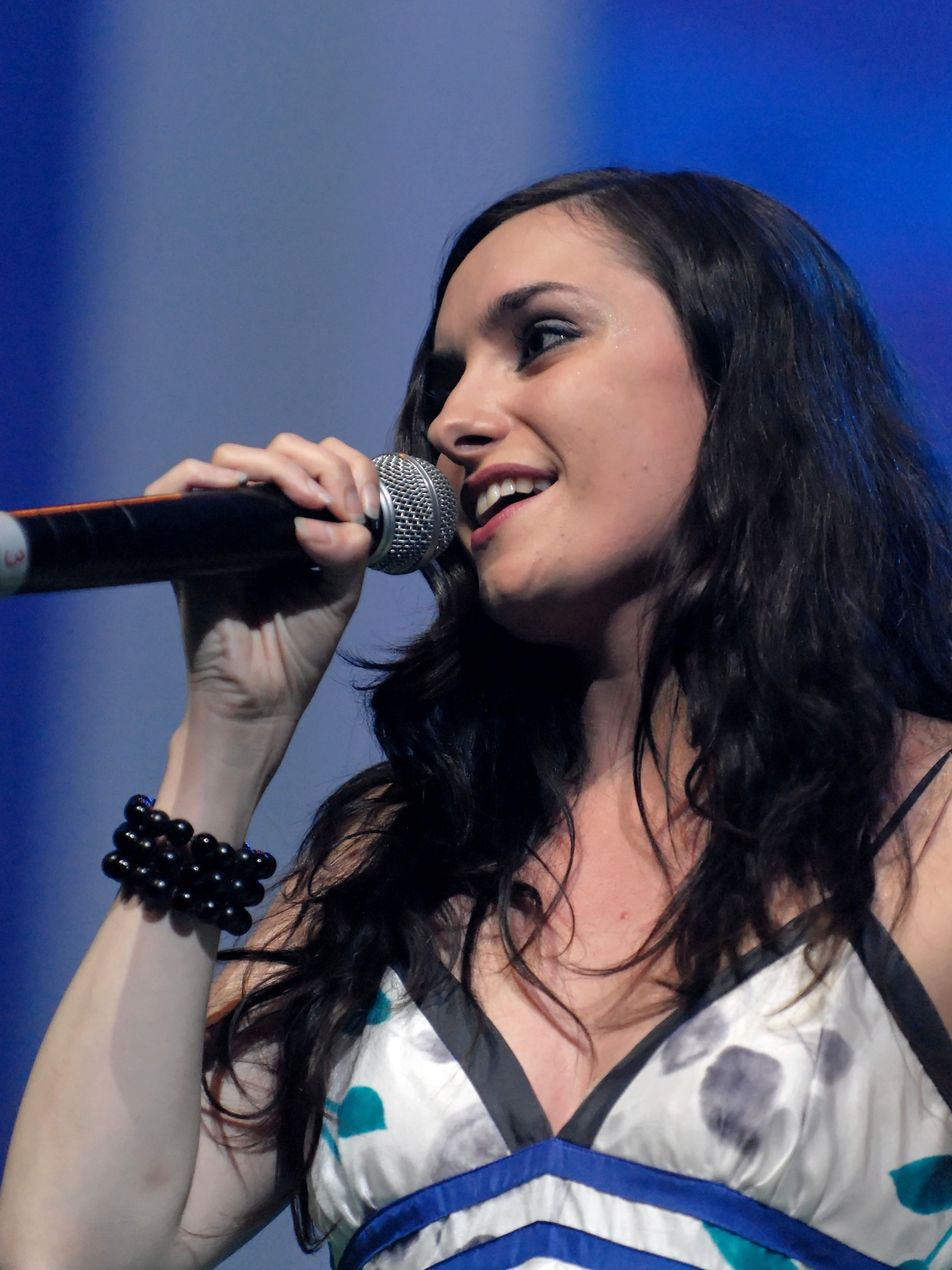
Joana.